# Anna Kalmanovich
Anna Andréievna Kalmanovitch (Império Russo, ? – Tallinn, 1920) foi uma pioneira feminista, escritora e sufragista russa.

## Biografia
Anna nasceu no Império Russo, em data incerta. Era casada com Samuil Eremeevich Kalmanovich, um proeminente advogado envolvido em vários casos políticos de grande repercussão durante a Revolução de 1905.. Eles tiveram filhos, mas pouco ou nada se sabe a respeito. Em 1893, ela fundou uma Sociedade Hebraica, em Saratov, para cuidar do doentes e necessitados, sendo sua presidente até 1904. Seu primeiro discurso foi em dezembro daquele ano no simpósio do Conselho Internacional de Mulheres, em Berlim.
Ataques anti-semitas e ultra-nacionalistas dos Centenas Negras obrigaram o casal a fugir de Saratov. Ela pode então ir aos encontros da Aliança Internacional da Mulher de 1906 e 1908, e pode palestrar em vários grupos de russos exilados na Suíça. Em 1908, o casal retornou à Rússia, onde ela se filiou à União pela Igualdade da Mulher (em russo:  Всероссийский союз равноправия женщин) e começou a escrever para revistas, como a Union of Women (Soiuz Zhenshchin) e Woman’s Herald (Zhenskii Vestnik). No mesmo ano, fez seu famoso discurso O movimento das mulheres e como os partidos estão envolvidos (Zhenskoe Dvizhenie i Otnosheniia Partii k Nemu).

## Feminismo
Diferente de muitas contemporâneas, Anna era abertamente anti-socialista. Anna escreveu que os conservadores nunca serão apoiadores das mulheres na busca por igualdade e equidade. Para a lógica conservadora, a mulher "de valor", ou mulher "verdadeira" é a que garante a manutenção do status masculino no controle do poder, seja no âmbito familiar, submissa ao homem, ou no ambiente de trabalho, em posições subalternas. O lugar da mulher nunca é o de protagonismo sob essa lógica, mas de limitação e submissão.
Desta forma, para uma sociedade machista acostumada a desconfiar da figura feminina, como na perseguição e queima às bruxas, ela é bastante consciente de como a mente feminina é progressista e se recusarão a aceitar e oferecer qualquer assistência às mulheres para não interferir em sua ordem social. Anna também defendia que o feminismo é apartidário e não deve confiar que os homens se preocuparão com suas demandas e premissas. Desta forma, é necessária que as mulheres tenham clareza de que devem ser elas a perseguir a liberdade e a equidade, sem contar com ajuda dos homens.

## Morte
Anna faleceu no exílio em Tallin, na atual Estônia, em 1920.